# 表町 (佐倉市)
表町（おもてちょう）は、千葉県佐倉市の町丁。現行行政地名は表町一丁目から表町四丁目。郵便番号285-0811。

## 地理
北は鏑木町、東は高岡、南は六崎、西は寺崎北に隣接している。

## 世帯数と人口
2017年（平成29年）10月31日現在の世帯数と人口は以下の通りである。
| 丁目       | 世帯数    | 人口    |
| ---------- | --------- | ------- |
| 表町一丁目 | 384世帯   | 719人   |
| 表町二丁目 | 232世帯   | 379人   |
| 表町三丁目 | 429世帯   | 872人   |
| 表町四丁目 | 266世帯   | 500人   |
| 計         | 1,311世帯 | 2,470人 |

## 小・中学校の学区
市立小・中学校に通う場合、学区は以下の通りとなる。
| 地域       | 小学校             | 中学校             |
| ---------- | ------------------ | ------------------ |
| 表町一丁目 | 佐倉市立佐倉小学校 | 佐倉市立佐倉中学校 |
| 表町二丁目 | 佐倉市立佐倉小学校 | 佐倉市立佐倉中学校 |
| 表町三丁目 | 佐倉市立佐倉小学校 | 佐倉市立佐倉中学校 |
| 表町四丁目 | 佐倉市立佐倉小学校 | 佐倉市立佐倉中学校 |

## 施設

### 一丁目
- 千葉地方法務局佐倉支局
- 磯部街区公園

### 二丁目
- 高崎川南公園
- 高崎川南公園前排水ポンプ場

### 三丁目
- 佐倉警察署
- 佐倉駅前郵便局
- 佐倉市商工会議所
- 浅間前公園
- 町田街区公園

### 四丁目
- 山ノ下公園

## 交通

### 鉄道
地内に鉄道駅はない。六崎にある総武本線佐倉駅が利用できる。

### 道路
- 主要地方道
  - 千葉県道65号佐倉印西線
- 都道府県道
  - 千葉県道136号佐倉停車場千代田線